# AAフランカーナ
アソシアソン・アトレチカ・フランカーナ（ポルトガル語: Associação Atlética Francana）は、ブラジル・サンパウロ州フランカを本拠地とするサッカークラブ。

## 歴史
1912年10月12日設立。1977年にカンピオナート・パウリスタ・セリエA2を制した。1979年にカンピオナート・ブラジレイロ・セリエAに参戦した。1997年にカンピオナート・ブラジレイロ・セリエCの最終ステージに進出した。

## 本拠地
エスタジオ・ジョゼ・ランシャ・フィーリョを本拠地としている。ランションの愛称で呼ばれるこのスタジアムの収容人数は1万5000人。

## タイトル
- カンピオナート・パウリスタ・セリエA2: 1977

## 歴代所属選手
- ベッチーニョ 2003
- エリベウトン 2008-10